# Партесный концерт
Парте́сный конце́рт — жанр хоровой многоголосной музыки на церковнославянские литургические и (реже) свободно сочинённые тексты, получивший распространение в России второй половины XVII и в XVIII веке. Один из важнейших жанров русского и украинского партесного пения, партесный концерт первоначально задумывался как церковная музыка, позже стал звучать и в публичных светских концертах.

## Краткая характеристика
Сложился под влиянием западноевропейской (в лексике XVIII века «латинской») стилевой традиции, распространившейся через Польшу и Украину в Россию. На литургии исполнялся, как правило, вместо причастного стиха либо после него (в большинстве случаев во время причащения священников в алтаре).
Для стиля партесного концерта характерны отсутствие инструментального сопровождения (a cappella), 3—4 голоса (в отдельных случаях два-три хора), контрастные сопоставления разных хоровых групп, либо ансамбля солистов с хором tutti, небольшой масштаб. Видные мастера партесного концерта — Н. П. Дилецкий, В. П. Титов, С. Пекалицкий, Н. Бавыкин, Н. Калашников; авторы значительного числа партесных концертов неизвестны.
Во второй половине XVIII века на смену небольшому одночастному партесному концерту пришёл многочастный хоровой концерт, ориентированный на стилистику позднего барокко и раннего классицизма. Важнейшие представители этой поздней модификации партесного концерта — композиторы М. С. Березовский, Д. С. Бортнянский и А. Л. Ведель.

## Нотные издания
- Русский хоровой концерт конца XVII — первой половины XVIII в. Хрестоматия. / Сост. Н. Д. Успенский. — Л., 1976.
- Партесный концерт. — Киев, 1976.